# Ромбеж (гміна Вежбно)
Ромбеж (пол. Rąbież) — село в Польщі, у гміні Вежбно Венґровського повіту Мазовецького воєводства.
Населення — 10 осіб (2011).
У 1975-1998 роках село належало до Седлецького воєводства.

## Демографія
Демографічна структура станом на 31 березня 2011 року:
|          | Загалом | Допрацездатний вік | Працездатний вік | Постпрацездатний вік |
| -------- | ------- | ------------------ | ---------------- | -------------------- |
| Чоловіки | 4       | 0                  | 3                | 1                    |
| Жінки    | 6       | 0                  | 3                | 3                    |
| Разом    | 10      | 0                  | 6                | 4                    |